# 카를 C. 짐머만
카를 C. 짐머만(Carle C. Zimmerman, 1897년 4월 10일 ~ 1983년 2월 7일)은 미국의 사회학자이다.